# Pamela Mordecai
 (mai 2023).
La mise en forme du texte ne suit pas les recommandations de Wikipédia : il faut le « wikifier ».
Les points d'amélioration suivants sont les cas les plus fréquents. Le détail des points à revoir est peut-être précisé sur la page de discussion.
- Les titres sont pré-formatés par le logiciel. Ils ne sont ni en capitales, ni en gras.
- Le texte ne doit pas être écrit en capitales (les noms de famille non plus), ni en gras, ni en italique, ni en « petit »…
- Le gras n'est utilisé que pour surligner le titre de l'article dans l'introduction, une seule fois.
- L'italique est rarement utilisé : mots en langue étrangère, titres d'œuvres, noms de bateaux, etc.
- Les citations ne sont pas en italique mais en corps de texte normal. Elles sont entourées par des guillemets français : « et ».
- Les listes à puces sont à éviter, des paragraphes rédigés étant largement préférés. Les tableaux sont à réserver à la présentation de données structurées (résultats, etc.).
- Les appels de note de bas de page (petits chiffres en exposant, introduits par l'outil «  Source ») sont à placer entre la fin de phrase et le point final[comme ça].
- Les liens internes (vers d'autres articles de Wikipédia) sont à choisir avec parcimonie. Créez des liens vers des articles approfondissant le sujet. Les termes génériques sans rapport avec le sujet sont à éviter, ainsi que les répétitions de liens vers un même terme.
- Les liens externes sont à placer uniquement dans une section « Liens externes », à la fin de l'article. Ces liens sont à choisir avec parcimonie suivant les règles définies. Si un lien sert de source à l'article, son insertion dans le texte est à faire par les notes de bas de page.
- La présentation des références doit suivre les conventions bibliographiques. Il est recommandé d'utiliser les modèles {{Ouvrage}}, {{Chapitre}}, {{Article}}, {{Lien web}} et/ou {{Bibliographie}}. Le mode d'édition visuel peut mettre en forme automatiquement les références.
- Insérer une infobox (cadre d'informations à droite) n'est pas obligatoire pour parachever la mise en page.

Pour une aide détaillée, merci de consulter Aide:Wikification.
Si vous pensez que ces points ont été résolus, vous pouvez retirer ce bandeau et améliorer la mise en forme d'un autre article.
Pamela Claire Mordecai (née en 1942) est une poète, romancière, nouvelliste, universitaire et anthologue d'origine jamaïcaine qui vit au Canada.

## Biographie
Née à Kingston, en Jamaïque, elle a fréquenté le lycée en Jamaïque et le Newton College of the Sacred Heart à Newton, MA, où elle a obtenu un premier diplôme en anglais. Enseignante en arts du langage formée avec un doctorat en anglais de l' Université des Indes occidentales, elle a enseigné aux niveaux secondaire et supérieur, formé des enseignants, édité une revue universitaire et travaillé dans les médias, en particulier la télévision, et dans l'édition.
Mordecai a écrit des articles sur la littérature, l'éducation et l'édition caribéennes, et a collaboré à, ou écrit elle-même, plus de 30 livres, dont des manuels, des livres pour enfants, six recueils de poésie pour adultes, un recueil de nouvelles, un roman et (avec son mari, Martin Mordecai) un ouvrage de référence sur la Jamaïque. Elle a édité plusieurs anthologies, dont la série Sunsong. Ses poèmes et histoires pour enfants sont largement collectés et ont été utilisés dans des manuels scolaires au Royaume-Uni, au Canada, aux États-Unis, en Afrique de l'Ouest, dans les Caraïbes et en Malaisie. Ses nouvelles ont été publiées dans des revues et des anthologies dans les Caraïbes, aux États-Unis et au Canada. Sa poésie a été incluse dans l'anthologie de 1992 Daugthers of Africa. Sa pièce El Numero Uno a eu sa première mondiale en février 2010 au Lorraine Kimsa Theatre for Young People à Toronto, Canada.
Mordecai vit au Canada depuis 1994, mais l'expérience caribéenne, tant dans la région que dans la diaspora, continue d'être une préoccupation importante dans ses écrits. En 2013, elle a reçu une médaille de bronze Musgrave de l' Institute of Jamaica. Au printemps 2014, elle était membre de la communauté d'artistes Yaddo  à Saratoga Springs, New York.
Certaines de ses œuvres sont écrites en créole jamaïcain.

## Travaux
- Jamaica Woman (éd., avec Mervyn Morris) (1980), anthologie  (ISBN 0-435-98600-7)
- New Caribbean Junior Reader 3 (avec Grace Walker Gordon) (1985, nouvelle éd. 2004)  (ISBN 0-602-22675-9).
- New Caribbean Junior Reader 4 (avec Grace Walker Gordon) (1986, nouvelle éd. 2004)  (ISBN 0-602-22676-7).
- Journey Poem (1987), poésie  (ISBN 976-8001-17-8)
- New Caribbean Infant Reader 1 (avec Grace Walker Gordon) (1987)  (ISBN 978-0-602-26961-6).
- From Our Yard: Jamaican Poetry since Independence (éd.) (1987), anthologie  (ISBN 976-8017-04-X).
- Story Poems : un premier recueil (1987), poésie pour enfants  (ISBN 0-602-22876-X).
- Her True-True Name (éd., Avec Elizabeth Wilson) (1989), anthologie  (ISBN 0-435-98906-5).
- Don't Ever Wake a Snake (1991), poèmes et contes pour enfants  (ISBN 976-8070-07-2).
- Sunsong Tide Rising (éd., Avec Grace Walker Gordon) (1994) anthologie  (ISBN 0-582-08690-6).
- de Man : un poème de performance (1995), poésie  (ISBN 0-920813-23-2).
- Ezra's Goldfish and other storypoems (1995), poésie pour enfants  (ISBN 978-976-8139-59-7).
- Rohan Goes to Big School (2000), conte pour enfants  (ISBN 978-0-19-915863-8).
- The Costume Parade (2000), conte pour enfants  (ISBN 978-0-19-915865-2).
- Certifiable (2001), poésie  (ISBN 0-86492-295-7).
- Culture et coutumes de la Jamaïque (avec Martin Mordecai) (2001)  (ISBN 0-313-30534-X).
- Le Vrai Bleu des Îles (2005), poésie  (ISBN 1-894528-01-8).
- Cartes de visite: nouvelle poésie des femmes caribéennes / canadiennes (éd.) (2005)  (ISBN 1-894528-02-6).
- Glaçage rose et autres histoires (2006), nouvelles  (ISBN 978-1-897178-32-4).
- El Numero Uno, pièce commandée par le Young People's Theatre, première mondiale à Toronto, Canada, en 2010.
- New Junior English Revised (avec Haydn Richards et Grace Walker Gordon) (2012)  (ISBN 978-1-4082-8259-5).
- Sonnets subversifs (2012), poésie  (ISBN 978-1-894770-94-1).
- Red Jacket : roman (2015), fiction, (ISBN 978-1459729407).
- de book of Mary: a performance poem (2015), poésie, (ISBN 978-1927494684)